# Большой Карьёган
Большой Карьёган (устар. Большой Карь-Еган) — река в России, протекает по Нефтеюганскому району Ханты-Мансийского АО. Устье реки находится в 45 км по правому берегу реки Большой Балык. Длина реки составляет 41 км.

## Данные водного реестра
По данным государственного водного реестра России относится к Верхнеобскому бассейновому округу, водохозяйственный участок реки — Обь от города Нефтеюганск до впадения реки Иртыш, речной подбассейн реки — Обь ниже Ваха до впадения Иртыша. Речной бассейн реки — (Верхняя) Обь до впадения Иртыша.
Код объекта в государственном водном реестре — 13011100212115200049202.